# St. Peter und Paul (Fuhrn)

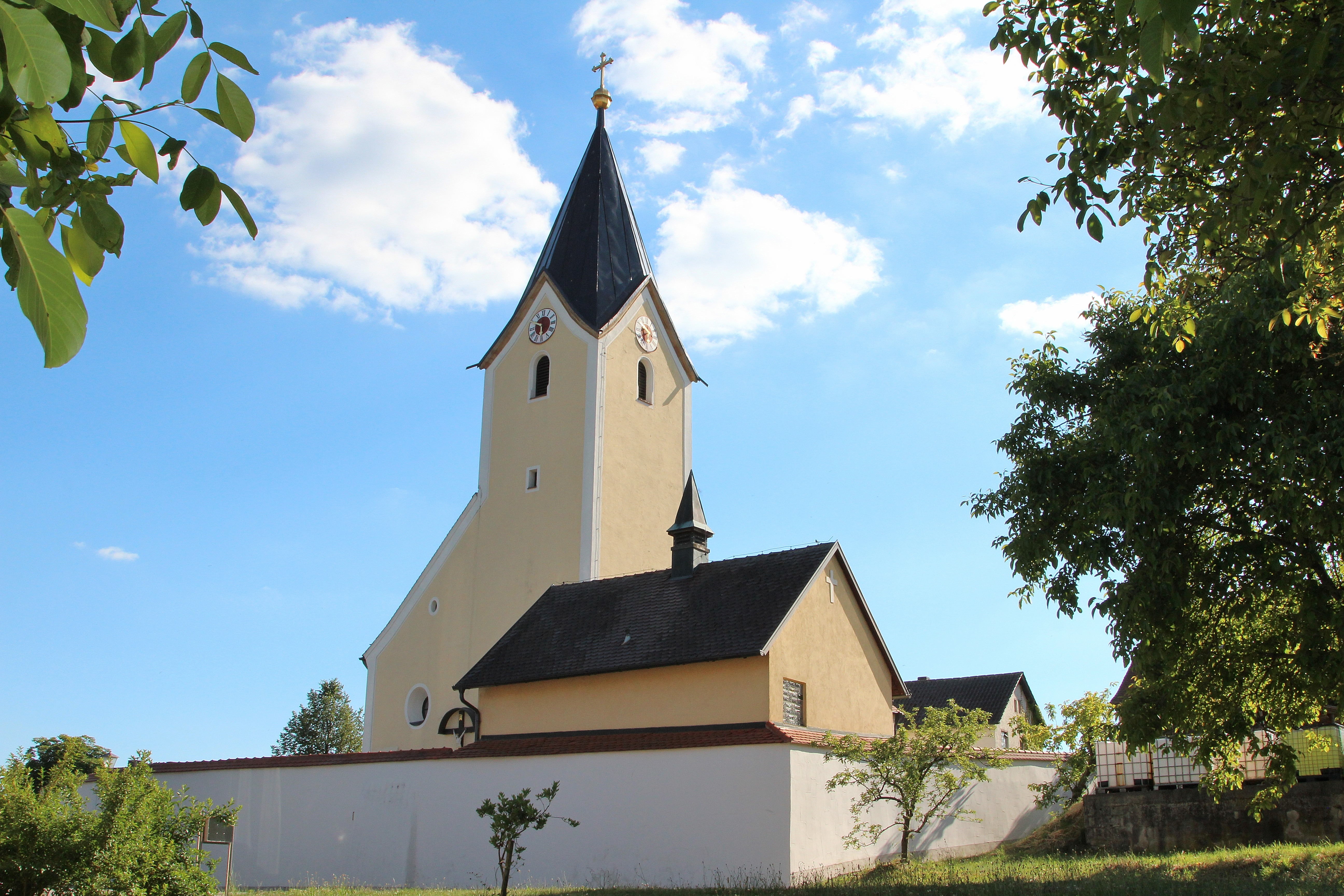
St. Peter und Paul (2017)

Die Expositurkirche St. Peter und Paul in Fuhrn ist eine römisch-katholische Kirche im Landkreis Schwandorf.
Sie gehört zur Pfarrei Kemnath bei Fuhrn im Dekanat Neunburg-Oberviechtach im  Bistum Regensburg.

## Baugeschichte
Die Kirche St. Peter und Paul in Fuhrn wird 1308 erstmals erwähnt.
Sie ist im Kern romanisch. Im August 1961 wurde bei Verputzarbeiten an ihrer Ostseite ein von der heutigen Kirche umschlossener Giebel freigelegt, der mit Giebelkreuz und Ovalfenster auf eine Bauzeit um 950 bis 1000 hindeutet.
Die heutige Kirchenanlage stammt aus dem 13. oder 14. Jahrhundert.
Reste einer romanischen Kirche von 950 bilden den Kern der gotischen Anlage aus dem 13. Jahrhundert.
Im 18. Jahrhundert wurde die Kirche nach Westen erweitert.

## Ausstattung

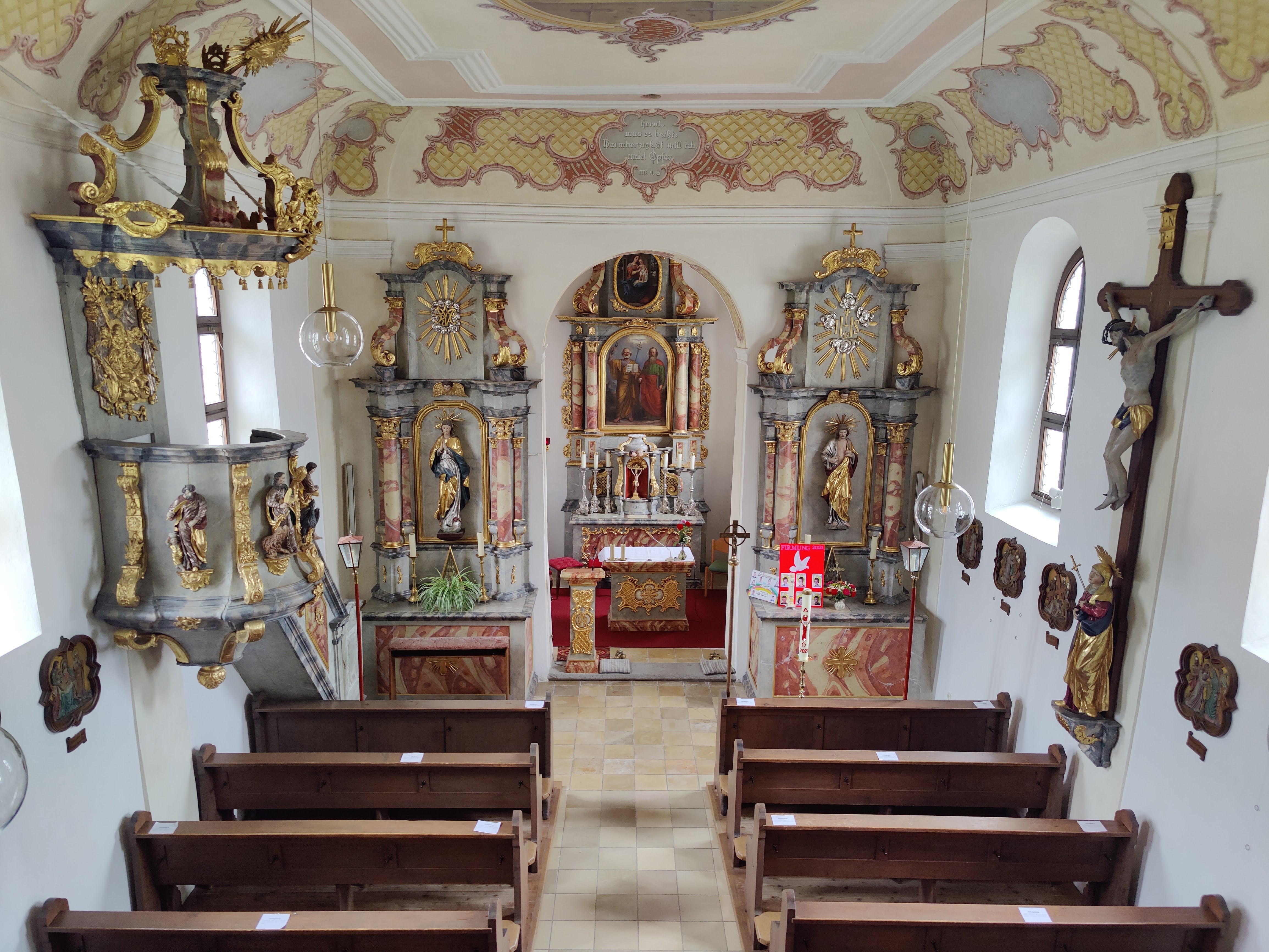
Innenraum, Blick zu den Altären (2021)

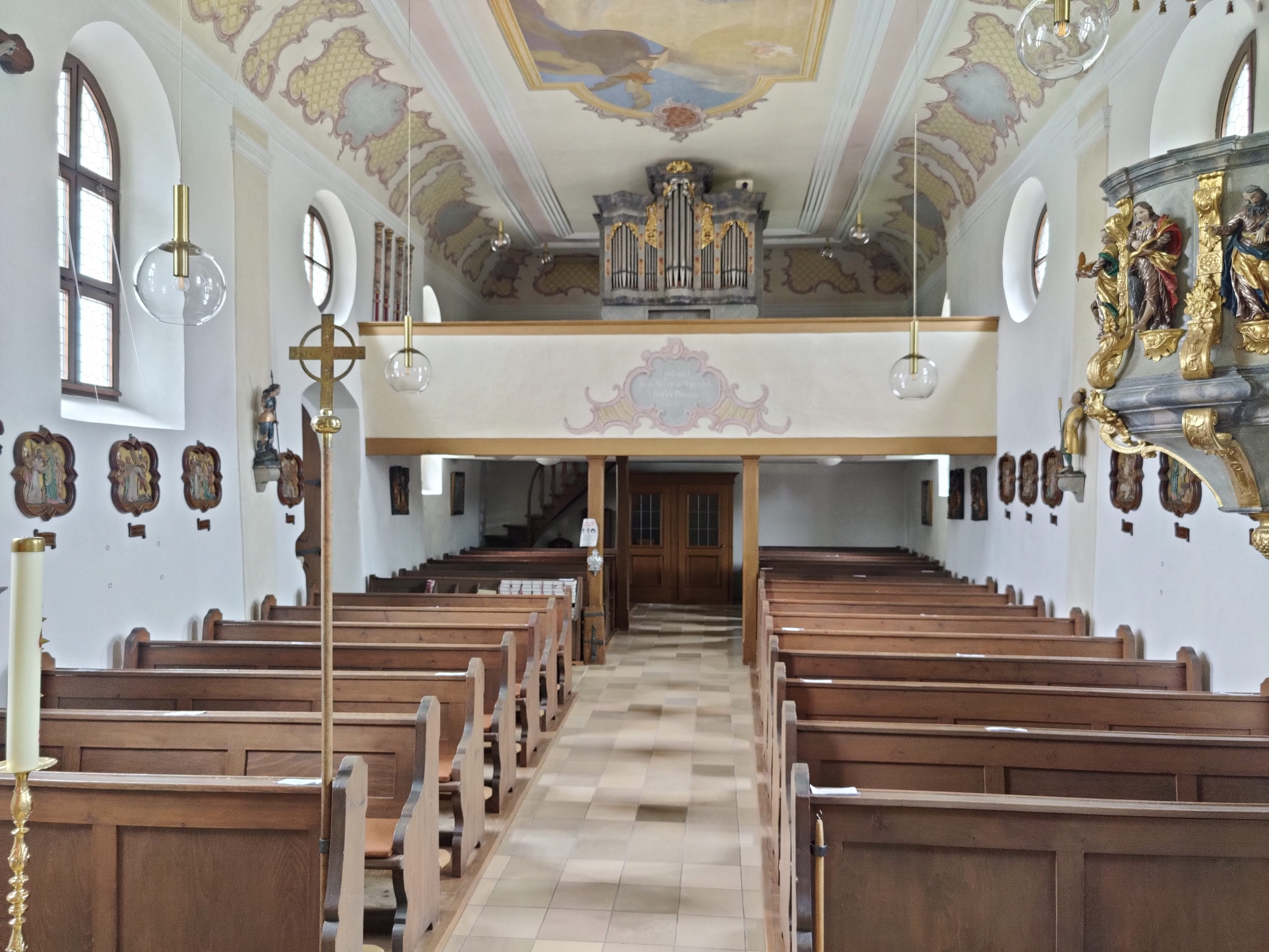
Innenraum, Blick zur Orgel

Das Innere der Kirche wurde 1508 als mit Tafelwerk wohlgezieret beschrieben, womit Flügelaltäre und Wandgemälde gemeint waren. Diese gotische Ausstattung wurde während des Bildersturms vernichtet. Die Kirche hat drei barocke Altäre, Kanzel und Orgel aus dem 18. Jahrhundert sind im Stil des Rokoko gestaltet.
Die Kirchenpatrone Petrus und Paulus werden im Hochaltarbild dargestellt. Davor steht eine Figur Christi an der Geißelsäule, die während der Advents- und Weihnachtszeit durch eine Darstellung de Jesuskindes ersetzt wird. Die Seitenaltäre enthalten barocke Reliquiare.
Eine Marienstatue schmückt den linken Seitenaltar. Holzgeschnitzte Figuren der vier Evangelisten befinden sich am Korb der Kanzel, Jesus als der gute Hirte als Halbrelief hinter dem Platz des Predigers. Der Schalldeckel der Kanzel ist auffällig in die Höhe gezogen. Eine Grabplatte von 1484 befindet sich an der Türe innen im Bodenpflaster. Die Orgel mit 10 Registern auf zwei Manualen und Pedal wurde von Michael Weise erbaut.
Die beiden Glocken der Kirche stammen aus den Jahren 1418 und 1497.

## Friedhof
Auf dem Friedhof befindet sich ein mittelalterliches Steinkreuz, das ursprünglich an der Abzweigung der Straße nach Hofenstetten stand.